# Spencer Abraham

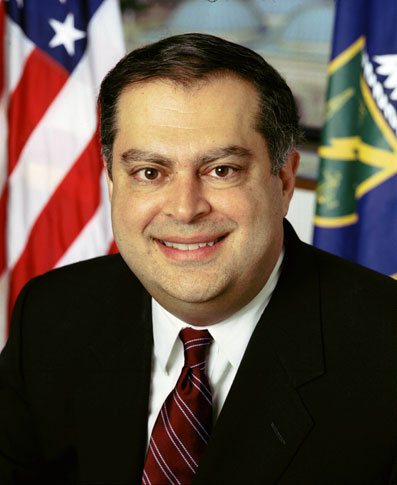
Spencer Abraham

Edward Spencer Abraham, född den 12 juni 1952 i East Lansing i Michigan, är en amerikansk republikansk politiker. Han representerade delstaten Michigan i USA:s senat 1995–2001. Han tjänstgjorde sedan som USA:s energiminister 2001–2005. Från och med 2023 är han den siste republikanen som tjänstgjorde som amerikansk senator från Michigan.
Abraham utexaminerades 1974 från Michigan State University. Han avlade 1978 juristexamen vid Harvard Law School. Han var ordförande för republikanerna i Michigan 1983–1989.
Senator Donald W. Riegle ställde inte upp för omval i senatsvalet 1994. Abraham besegrade demokraten Milton Robert Carr i senatsvalet och efterträdde 1995 Riegle som senator för Michigan. Abraham ställde upp för omval efter en mandatperiod i senaten men besegrades av utmanaren Debbie Stabenow. President George W. Bush utnämnde sedan Abraham till energiminister. Han avgick som minister den 1 februari 2005 och efterträddes av Samuel Bodman.
Abraham är ortodox av libanesisk härkomst.